# Liste der Monuments historiques in Pontfaverger-Moronvilliers
Die Liste der Monuments historiques in Pontfaverger-Moronvilliers führt die Monuments historiques in der französischen Gemeinde Pontfaverger-Moronvilliers auf.

## Liste der Objekte
| Bezeichnung                             | Beschreibung                                                                                               | Standort                                      | Kennzeichnung | Schutzstatus    | Datum  | Bild |
| --------------------------------------- | --- | --------------------------------------------- | ------------- | --------------- | ------ | ---- |
| Skulptur Madonna (1)                    | Stein, 16. Jahrhundert; aus der im Ersten Weltkrieg zerstörten Kirche St-Médard                            | Pontfaverger, in der Kirche Notre-Dame (Lage) | PM51000648    | Classé          | 1908   |      |
| 14 Kirchenfenster Kreuzweg              | 1924/25 von Jacques Grüber                                                                                 | Pontfaverger, in der Kirche Notre-Dame (Lage) | PM51000649    | Classé          | 1980   |      |
| Skulptur Madonna                        | aus dem 16. Jahrhundert; während des Ersten Weltkriegs mit der Kirche St-Brice zerstört                    | Pontfaverger, in der Kirche Notre-Dame (Lage) | PM51001537    | Classé gelöscht | ? 1959 |      |
| Taufbecken                              | Stein, 16. Jahrhundert                                                                                     | Pontfaverger, in der Kirche Notre-Dame (Lage) | PM51001310    | Classé          | 1992   |      |
| Gemälde Prozession mit kniender Königin | Ölfarbe auf Leinwand, 17. Jahrhundert; wohl während des Ersten Weltkriegs mit der Kirche St-Brice zerstört | Pontfaverger, in der Kirche Notre-Dame (Lage) | PM51001538    | Classé gelöscht | ? 1942 |      |
| Kruzifix                                | Holz, 16. Jahrhundert; aus der im Ersten Weltkrieg zerstörten Kirche St-Brice                              | Pontfaverger, in der Kirche Notre-Dame (Lage) | PM51003239    | Inscrit         | 1989   |      |